# Sango (peuple de la République centrafricaine)
Pour les articles homonymes, voir Sango (homonymie).

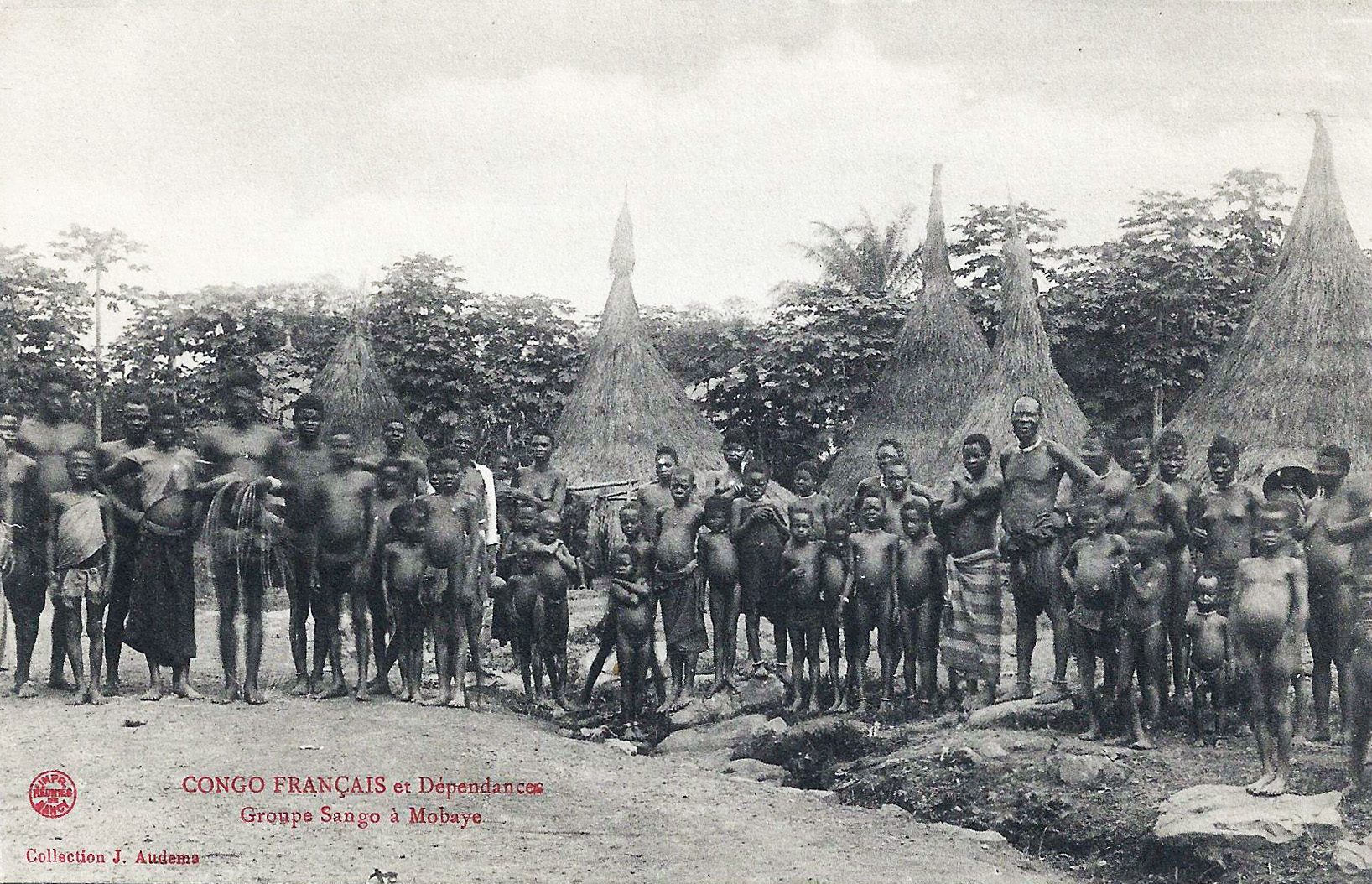
Groupe Sango à Mobaye (Congo français).

Les Sango (ou Basango, Bosango, Sangho, Sangos) sont une population vivant en République centrafricaine sur les rives de l'Oubangui.